# 惠勒 (密西西比州)
惠勒（英語：Wheeler）是位於美國密西西比州普蘭提斯縣的普查規定居民點。

## 人口
根據2020年美國人口普查的數據，惠勒的面積為5.04平方千米，皆為陸地。當地共有人口274人，而人口密度為每平方千米54.37人。